# Villanova University
Villanova University är ett universitet beläget i Villanova utanför Philadelphia i Pennsylvania i USA. År 2018 rankades universitet som det 46:e bästa i landet enligt nyhetsmagasinet U.S. News and World report.  Villanova University räknas som det äldsta och största katolska universitetet i Pennsylvania.  99 % av Villanovas förstaårsstudenter var toppstudenter, övre 30 % betygsmässigt, under sin gymnasieutbildning.  2023 var medelkostnaden för att studera vid universitetet 60 000 $. 

## Program
Det finns fyra olika skolor med ett mångfald av program tillhörande universitetet: 
- The collage of Liberal Arts and Sciences - Sociala program inom bl.a. politik, filosofi och psykologi.
- The Villanova School of Business - Program inom bl.a. företagsekonomi.
- The College of Engineering - Program inom ingenjörsyrket, t.ex. civilingenjör, maskiningenjör.
- The College of Nursing - Program inom sjukvård, bl.a. sjuksköterskeprogram.

## Område
Universitetet är beläget i byn Villanova omkring 20 km från staden Philadelphia i Pennsylvania.  Totalt är universitetsområdet drygt 1 km² (254 acres) stort med över 60 byggnader. St. Thomas of Villanova Church är den högsta och mest utmärkande byggnaden på universitetsområdet, och brukar ofta synas i bilder av universitetet.    
Villanova University delas in i tre områden: 
- Main - Främst universitetsbyggnader, föreläsningssalar, administrationsbyggnader.
- West - Främst boende för studenter samt lärosalar för bland annat juridik.
- South - Främst boende för studenter.

## Sport
Vid Villanova University kan en mängd sporter utövas av deras idrottsförening Villanova Wildcats, men mest välkänt är universitetets manliga basketlag Villanova Wildcats som 2016 vann sin andra seger i NCAA, det nationella mästerskapet i universitetsbasket.  Villanova Universitys friidrottslag har varit framgångsrika både inom Big East Conference Championship och NCAA.  Sonia O'Sullivan, en tidigare Villanovastudent, har tagit flera världsmästartitlar inom löpning och håller sedan 1994 världsrekordet utomhus på 2000 m. 

## Framgångsrika personer som har studerat vid Villanova University

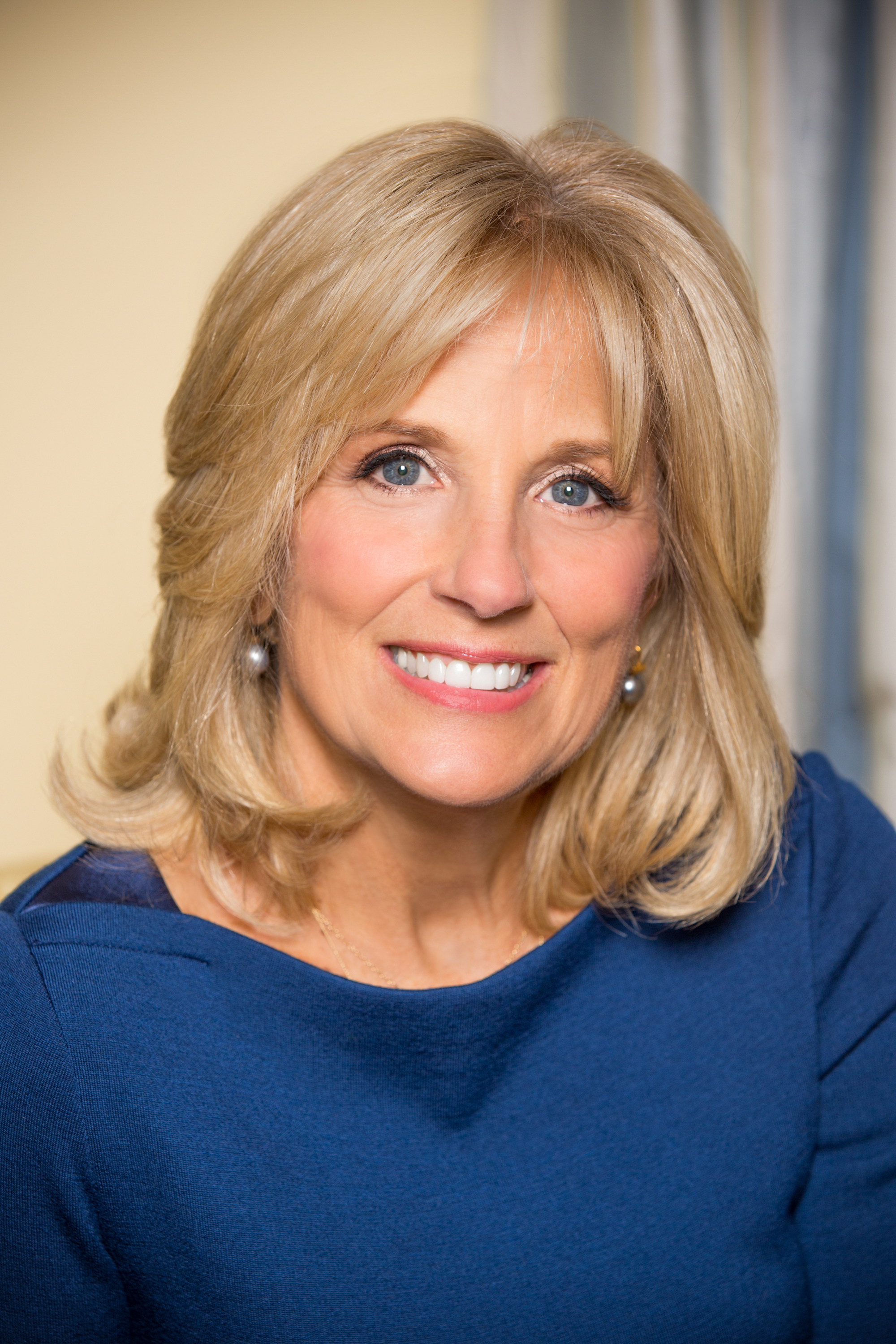
Jill Biden Vicepresidentens fru 2009–2017
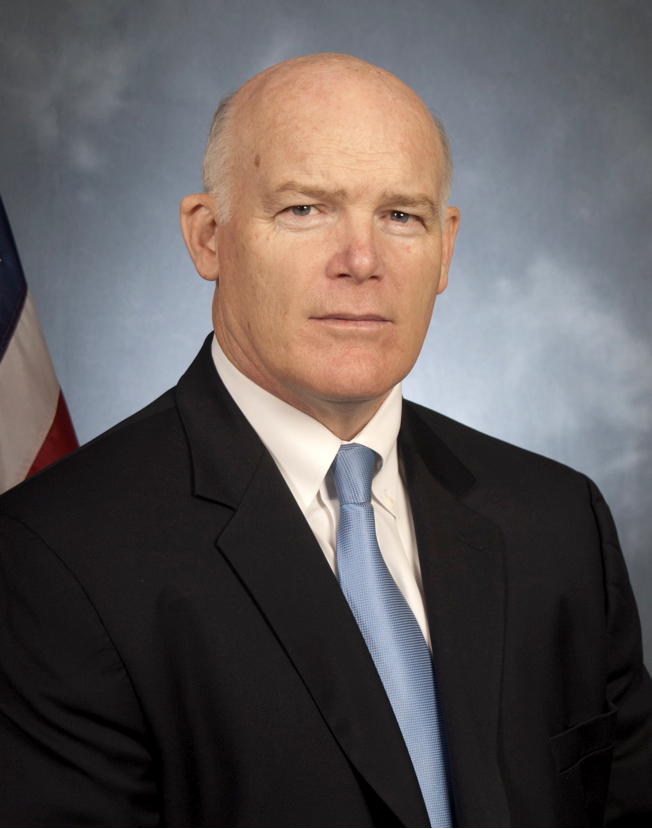
Joseph Clancy 24:e Direktör för amerikanska säkerhetstjänsten
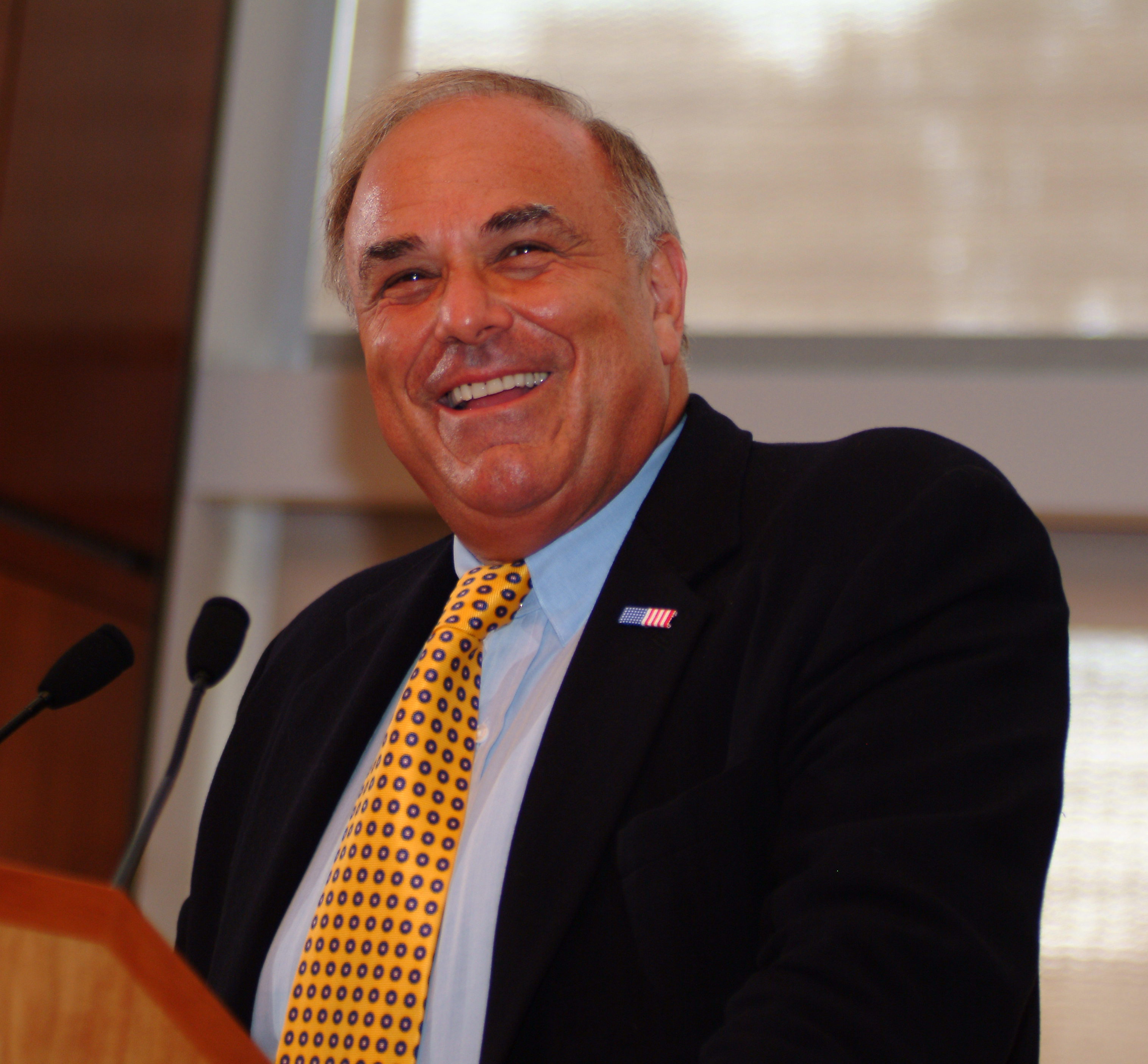
Ed Rendell 45:e Guvernören i Pennsylvania; 96:e Borgmästaren i Philadelphia
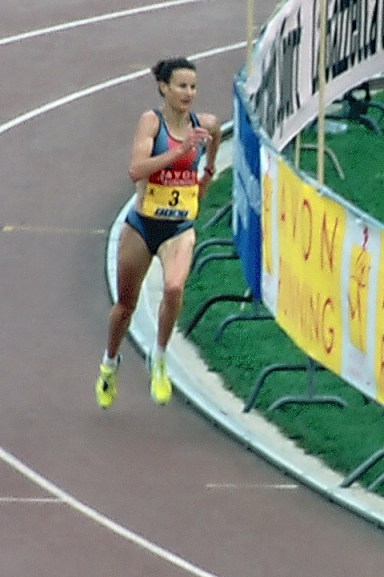
Sonia O'Sullivan Tidigare olympier inom friidrott (löpning)
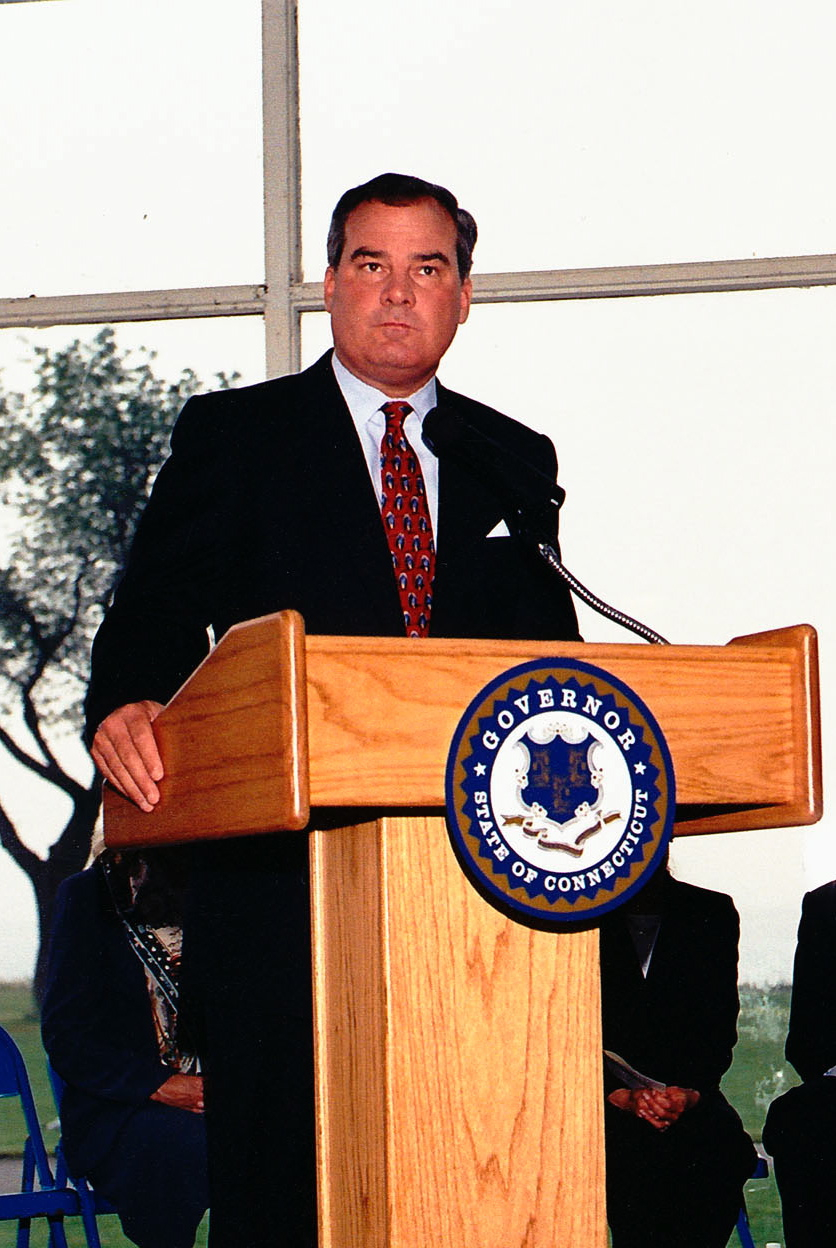
John G. Rowland 86:e  Guvernören i Connecticut
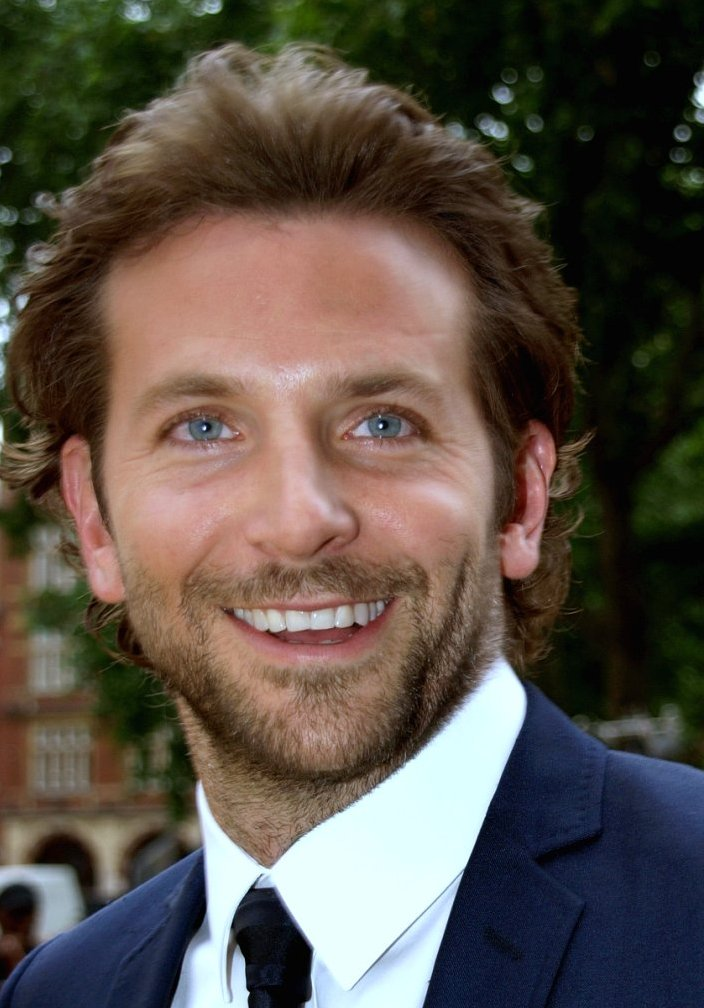
Bradley Cooper Skådespelare
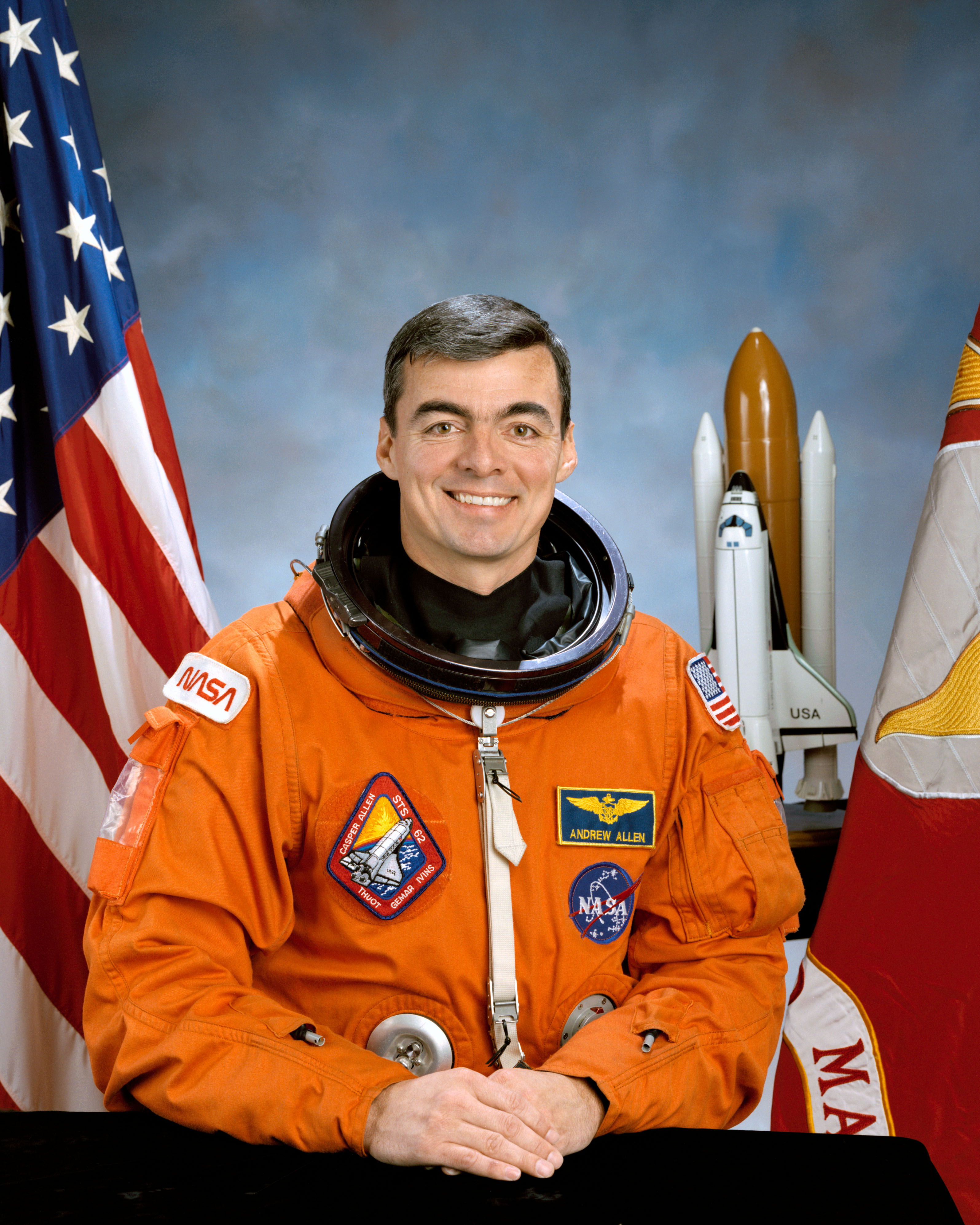
Andrew M. Allen Marinkårspilot
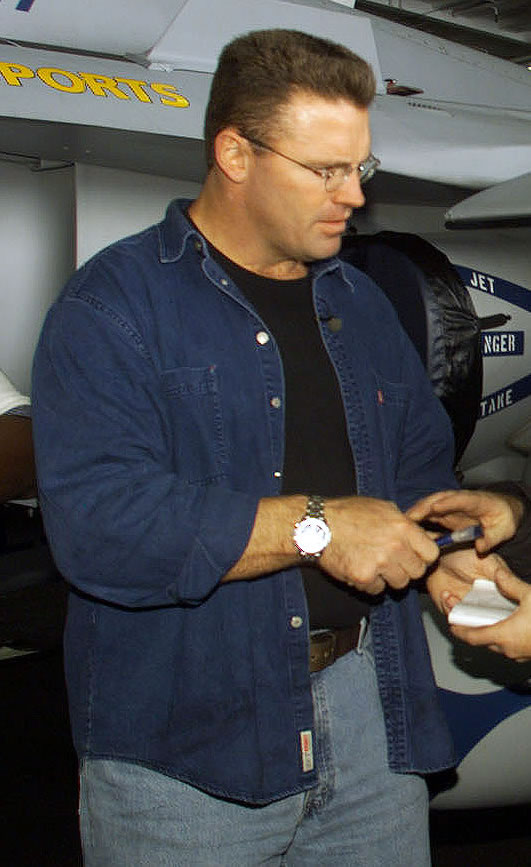
Howie Long Amerikansk fotbollsspelare med i Hall of Fame, skådespelare och  Sportanalytiker

## Stipendium
Dr. Peter Wallenbergs stipendium doneras sedan 2006 till ett fåtal svenska gymnasiestudenter som har utmärkt sig akademiskt för att få chansen att studera ett år vid Villanova University på programmet Liberal Arts and Sciences. 